# Xi Phoenicis
Désignations
Xi Phoenicis (ξ Phoenicis / ξ Phe) est une étoile binaire de la constellation australe du Phénix, faiblement visible à l’œil nu avec une magnitude apparente de 5,70. Elle présente une parallaxe annuelle mesurée par le satellite Gaia de 14,61 milliarcsecondes, ce qui la place à ∼ 223 a.l. (∼ 68,4 pc) de la Terre. Le système s'éloigne du Soleil à une vitesse radiale d'environ 10 km/s.

## Le système
Xi Phoenicis est connue comme une étoile double depuis 1834, qui correspond à la date de la première observation enregistrée dans le catalogue d'étoiles doubles de Washington. La position relative des deux composantes est demeurée identique jusqu'à ce jour, confirmant qu'elle partagent un mouvement propre commun et qu'elles forment un système binaire. Cela fait de Xi Phoenicis une binaire visuelle, puisque ses deux composantes sont visibles dans un instrument.

### Xi Phoenicis A
L'étoile primaire, désignée Xi Phoenicis A (ξ Phe A), est une étoile chimiquement particulière Ap de type spectral A3 Vp(SrCr v. st; K sn). La notation complexe de ce suffixe indique que son spectre montre des raies d'absorption très fortes du strontium et du chrome (« v. st »), et une raie K du calcium (Ca II) qui possède à la fois la composante fine (sharp) et large (« K sn »). Le rayon de l'étoile est presque deux fois plus grand que celui du Soleil. Elle émet par ailleurs 17 fois plus de lumière que lui et sa température de surface est de 8 300 K. Les modèles d'évolution stellaire indiquent que ses propriétés correspondent à une étoile d'une masse de 1,91 M☉ (masse solaire) et âgée de 680 millions d'années.
ξ Phe A possède une fort champ magnétique qui varie au cours de la période de rotation stellaire. Il peut être modélisé sous la forme d'un champ dipolaire avec une force polaire de 7 kG, incliné de 88° par rapport à l'axe de rotation de l'étoile. La reconstitution de la surface de l'étoile par imagerie Doppler a permis de montrer qu'il était hétérogène, avec des régions d'abondances chimiques différentes, qui semblent être liées à la géométrie du champ magnétique. Par exemple, le lithium et l'oxygène ont de fortes abondances au niveau des pôles magnétiques, et de faibles abondances au niveau de l'équateur magnétique, alors que des éléments comme le silicium et le lanthane sont concentrés dans une région compris entre l'équateur magnétique et les pôles. Cependant, ces résultats ont été contestés ultérieurement, et il est possible que les cartes d'abondance soient fausses en raison précisément du fort champ magnétique qui aurait été négligé.
ξ Phe A est une Étoile variable de type Alpha2 Canum Venaticorum dont la magnitude visuelle varie entre 5,68 et 5,78 sur une période de 3,951 6 jours, ce qui correspond à la période de rotation de l'étoile. Cette période est également associée à des changements dans le spectre et le champ magnétique de l'étoile. La variation de luminosité est maximale dans la bande v, avec une amplitude de 0,13 magnitudes. La courbe de lumière dans cette bande est par ailleurs symétrique et montre deux minima distincts (l'un profond, l'autre moins profond et plus étalé) séparés par une demi période de rotation, alors que les deux maxima sont identiques. Dans d'autres bandes photométriques, la variabilité est moindre voire absente, et ne montre pas de motif régulier comme dans la bande v. L'étoile est similaire par bien des aspects aux étoiles Ap à oscillations rapides, mais elle ne montre pas les pulsations rapides qui sont typiques de ces étoiles.

### Xi Phoenicis B
L'étoile secondaire, désignée Xi Phoenicis B (ξ Phe B), est d'une magnitude apparente de 9,95, et en 2007 elle était localisée à une séparation angulaire de 13,06 secondes d'arc et à un angle de position de 252,5° par rapport à la composante primaire. Considérant la distance qui nous sépare du système, cela correspond à une séparation projetée de 875 UA entre les deux étoiles.
La masse de ξ Phe B est estimée à 0,81 M☉. Elle possède une entrée dans le seconde data release du satellite Gaia, qui a mesuré sa distance indépendamment de la primaire comme lui étant égale, et a permis d'estimer que son rayon valait 76% celui du Soleil, que sa luminosité n'était que de 33% celle du Soleil, et que sa température effective est d'environ 5 000 K.